# Widsicz
Ruch obywatelski „Widsicz” (dosł. Odsiecz) – ruch obywatelski na Ukrainie, który powstał jako reakcja na dojście do władzy reżimu Wiktora Janukowycza, wskutek działań którego wyolbrzymiła się perspektywa gospodarczej oraz społecznej degradacji.

## Tworzenie

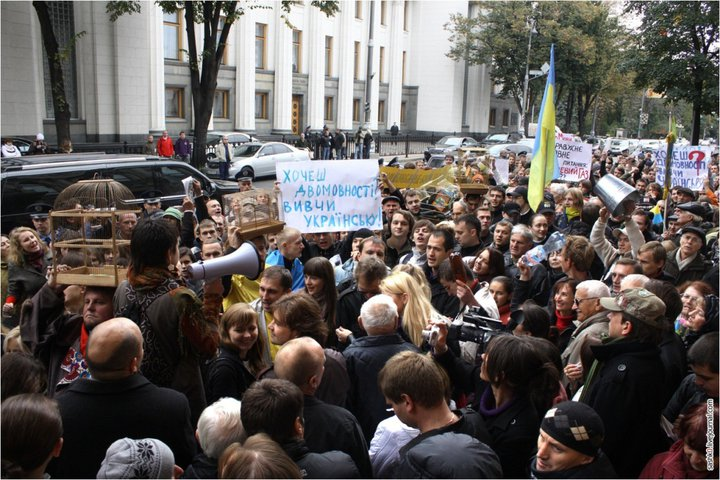

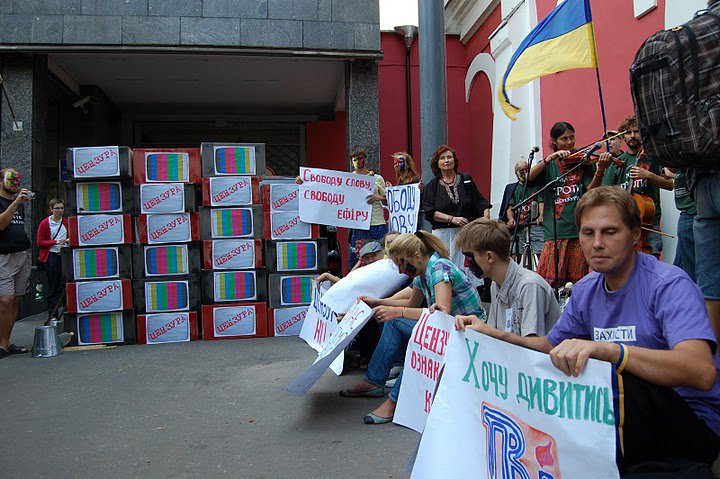

Po zwycięstwie w wyborach prezydenckich Wiktora Janukowycza patrioci oraz nieobojętni obywatele, którzy wcześniej uczestniczyli w kampaniach protestu, postanowili się zebrać dla omówienia aktualnej sytuacji politycznej oraz możliwych następstw i jej niebezpieczeństwo dla Ukrainy. Na owo zebranie zostali zaproszeni przyjaciele oraz znajomi zebranych, uczestnicy różnorakich organizacji społecznych.
Spotkanie odbyło się w dniu 20 lutego 2010 roku. Ową datę uważa się za dzień powstania «Widsiczy», bowiem na zebraniu postanowiono zorganizować się w celu dalszej działalności oraz omówiono niektóre zasady przyszłego ruchu.
Do powstania «Widsiczy» przyczynili się uczestnicy poprzednich ruchów sprzeciwu obywatelskiego («Rewolucja na granicie», «Ukraina bez Kuczmy», «Za Prawdu!», «Pora!») oraz inni świadomi sytuacji obywatele.

## Zasady «Widsiczi»

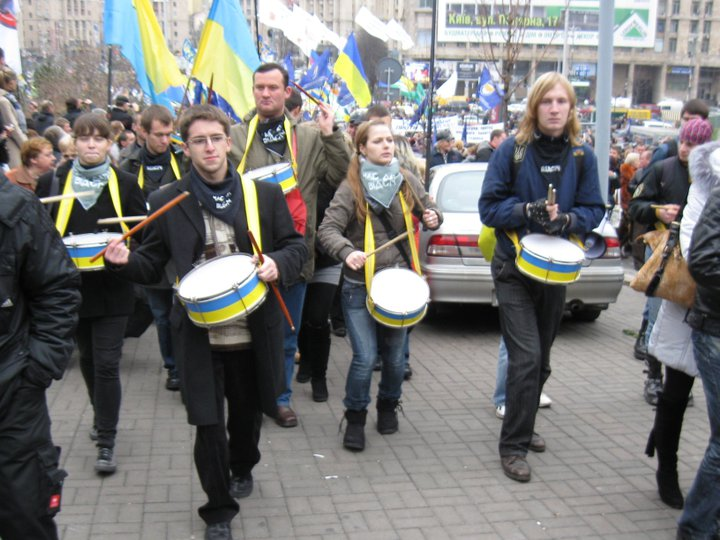

1. Odmowa przemocy. Sprzeciw bez przemocy jest najbardziej efektywnym sposobem walki (nie mylić z pacyfizmem).
2. Nieobecność hierarchii oraz ciągła rotacja. Nieobecność formalnych liderów – każda akcja oraz projekt posiadają odrębnych koordynatorów, ale ruch w całości nie ma jednego lidera, który by oddawał rozkazy z góry, wszystkie decyzje podejmują się w trakcie omówienia przez aktywistów. Ośródki są równoważne oraz kontaktują się ze sobą regularnie.
3. Otwartość. Widsicz nie ma tajemnic od zewnętrznego świata. Niektóra informacja jest chroniona – na przykład, informacja osobista aktywistów. Ale informacja, która ma stosunek do pozycji oraz działalności ruchu jest ogólnie dostępną.
4. Ponadpartyjność oraz pozaideologiczność. Ruch obywatelski Widsicz nie pracuje na żadną z sił politycznych oraz partię. Członkowie partii mogą być caktywiatami Widsiczy, ale nie mogą obstawać w trakcie działalności wspólnie z Widsicz za interesy swych partii. Aktywisty mogą różnić się w poglądach, ale wszystkich jednoczy cel.
5. Zasada konsensusu – polega na tym, że decyzje podejmuje się tylko, jeśli wszyscy się zgadzają z nią.
6. Ofiarność. Nikt nie może otrzymywać innych dywidendów od uczestniczenia w Widsicz, oprócz zadowolenia od tego, co robi. Z innej strony, wszyscy aktywiści muszą coś zaofiarować dla wspólnej sprawy – czasem pieniądze oraz inne.
7. Copyleft – każdy robi to, co on gotów robić, nikt nie wymaga nic dla siebie. Wszystko, co robi aktywista, przestaje być jego własnością oraz zostaje nabytkiem Widsiczy oraz cywilizacji ludzkiej.

## Kampanie protestu
Od marca 2010 roku ruch obywatelski Widsicz wziął udział w setkach akcji sprzeciwu (przeważnie akcji ulicznych oraz strajków uprzedzających, protesty siedzące, stoły okrągłe) w wielu miastach Ukrainy, przeprowadzonych samodzielnie również we współpracy z innymi organizacjami. Wśród nich:
- «Antytabaczna kampania» – akcja w obronie oświaty ukraińskiej przed nowościami świeżo powołanego ministra oświaty i nauki (później – ministra oświaty i nauki, młodzieży i sportu) Dmytra Tabacznyka, który zasłynął ze swej ksenofobii, szowinizmu oraz ukrainofobii.
- Akcja «Nie państwu policji!» – na rzecz uczciwego śledztwa oraz należytego ukarania winowajców śmierci studenta Igora Indyły[1], który zginął, przebywając w areszcie milicji oraz w innych słynnych sprawach, a także przeciwko samowoli milicji w ogóle.
- Kampania przeciwko projektowi ustawy 2450, mającą na celu ograniczenie wolności zgromadzeń oraz «Za protest bez przemocy». Również zostały przeprowadzone akcje solidarności z Białorusią[2][3] oraz Rosjanami[4][5], którzy walczą o wolność zgromadzeń oraz wolne wybory w swych krajach.
- Akcja «Zajmijcie się robotą, nie językiem!» przeciwko projektowi ustawy «O językach» oraz jej modyfikacji, co skutkowało by nasileniem konfliktów językowych oraz nasileniem napięć w społeczeństwie oraz dalszemu wypieraniu języka ukraińskiego ze wszystkich sfer społecznych[6][7].
- Kampania «Przeciwko degradacji oświaty» – przeciwko projektowi nowej ustawy edukacyjnej, która obgraniczała prawa studentów, łamiąc ich prawo do opieki socjalnej oraz potęgując korupcję[8][9].
- Organizacja sprzeciwu wobec przyjęciu nowej ustawy podatkowej, którzy zmusili władzę ustąpić i całkowicie zaniechać albo odroczyć przyjęcie tej ustawy, jak również i pośpiesznie przyjąć ustawę mieszkaniową, emerytalną oraz ustawę o pracy[10].
- Akcje protestu przeciw cenzurze, szczególnie przeciw zmniejszeniu częstotliwości dla «5 kanału» oraz «TVi»[11], a także akcja pamięci dziennikarzy, którzy zginęli za lata niepodległości Ukrainy.
- Kampania uczczenia ofiar wielkiego głodu 1933 roku[12], sprzyjanie przemianowywaniu nazw ulic, które noszą imiona organizatorów oraz wykonawców Głodu.
- «Nie kupuj rosyjskiego!» – kampania społeczna bojkotowania towarów pochodzenia rosyjskiego, która jest odpowiedzią na blokadę handlową towarów ukraińskich w 2013 roku, wprowadzoną przez władze Federacji Rosyjskiej[13][14][15].
- Udział w Euromajdanie, zwłaszcza koordynacji strajków studenckich[16][17][18][19].

Ruch obywatelski Widsicz został również współorganizatorem oraz uczestnikiem akcji solidarności z innymi protestami obywateli z obrońcami charkowskiego parku Gorkiego, przeciw przebywaniu Floty Czarnomorskiej RF na terytorium ukraińskim, w obronie ukraińskiego kinotłumaczenia, przeciw prześladowaniu historyków oraz przepisywaniu historii, za popularyzację symboliki państwowej, «Wielkanoc razem» (przebywanie młodzieży ze Wschodu oraz Południa Ukrainy w rodzinach swych rówieśników ze Lwowa), «Nie damy wyrzucić muzea z Ławry», «Mówienie ukraińskie w eter», przeciwko przejmenowaniu ulicy hetmana Mazepy, akcji pamiątkowej na uszanowanie 66. rocznicy deportacji Tatarów krymskich, «Zniszczony Hreszczatyk: pamiętamy!», akcja w uczczenia pamięci bohaterów Krut (łańcuchy jedności w Drohobyczu, Kijowie), akcja «Pampuchy dla donczan» we Lwowie, zbiór podpisów za wznowieniem kursowania niektórych pojazdów oraz akcji przeciw sztucznie sprowokowanego deficytu biletowego, demonstracji studenckiej «broni», akcji mysteckiej przeciw ustawie o gastrolach artystów oraz w innych akcjach.